# Zübeyde Hanım
 (juin 2011).
Si vous disposez d'ouvrages ou d'articles de référence ou si vous connaissez des sites web de qualité traitant du thème abordé ici, merci de compléter l'article en donnant les références utiles à sa vérifiabilité et en les liant à la section « Notes et références ».
Zübeyde Hanım (née en 1857 à Langadas et morte le 17 janvier 1923 à İzmir) est la mère de Mustafa Kemal Atatürk, le fondateur de la Turquie moderne.

## Biographie
Elle eut deux frères ; elle fut la seule fille de la famille Hacisofular. Le terme Haci se rapporte aux musulmans ayant fait leur pèlerinage à La Mecque, et Sofular (Sofu au pluriel) signifie religieux pratiquant. On suppose donc qu'une ou plusieurs personnes de sa famille a fait son pèlerinage à La Mecque et que sa famille avait des racines religieuses profondes.
C'était une femme très pieuse, elle était très attachée à l'islam, en raison de l'éducation religieuse qu'elle avait reçue étant jeune. Elle savait lire et écrire, une grande exception pour une femme turque de l'époque et a été appelée Molla Zübeyde. Elle a voulu que son fils Mustafa Kemal Atatürk étudie le Coran dans l'école Mahalle Mektebi. Elle s'opposa d'ailleurs à ce que son fils entre à l'armée.
Elle épouse Ali Rıza Efendi en 1878. Avec ses cheveux blonds et ses yeux bleus, elle a immédiatement séduit Ali Rıza Efendi qui ne voulait se marier qu'avec une femme pieuse.[réf. nécessaire]
C'est sa sœur plus âgée qui s'est chargée de ce mariage, Zübeyde était âgée de 20 ans de moins que son mari.
Leurs premiers enfants étaient Fatma, Ömer et Ahmet, mais ils sont tous morts en bas âge.
À 27 ans, après la mort de son mari, elle décide d'emmener ses enfants Mustafa, Naciye et Makbulé aller vivre avec son frère Hüseyin qui était directeur d'une ferme à l'extérieur de Thessalonique.
Son deuxième mariage avec Ragıp Bey a beaucoup irrité son fils Mustafa Kemal Atatürk. Selon lui, sa mère n'a pas respecté la mémoire de son défunt père. Il a quasiment ignoré son beau-père, bien qu'après la mort de celui-ci, il reconnut qu'il était un homme de bien.
Elle s'installa à Istanbul en 1912, après la chute de Thessalonique aux mains des Grecs. Pendant les troubles qui suivirent l'entrée de l'armée grecque à Thessalonique, elle perdit la plupart de sa famille élargie, ainsi que tous ses biens. Elle resta à Istanbul jusqu'en 1922 puis rejoignit son fils à Ankara.
Elle s'opposa farouchement à ce que son fils épouse Latifé Uşaklıgil en 1923.
Elle mourut quatre mois après la fin de la Guerre d'Indépendance turque, et est enterrée à Izmir. Seuls son fils Mustafa Kemal Atatürk et sa fille Makbulé Atadan ont survécu à leur mère.